# Sterijino, Banatul de Nord
Sterijino (maghiară Valkaisor) este o localitate în Districtul Banatul de Nord, Voivodina, Serbia.